# NASDAQ Dubai
Die Nasdaq Dubai (ehemals Dubai International Financial Exchange (DIFX)) ist eine in Dubai ansässige Wertpapierbörse, die regionale und internationale Aktien im Nahen Osten notiert. Über die Börse erhalten regionale Emittenten Zugang zu regionalen und internationalen Anlagen. Internationale Emittenten können über eine Primär- oder Doppelnotierung auf Anlagen aus der Region zugreifen. Die Region der NASDAQ Dubai umfasst die Vereinigten Arabischen Emirate und den Rest des Golf-Kooperationsrates (GCC), den Nahen Osten und Nordafrika, die Türkei und den indischen Subkontinent. Mehrheitsaktionär der NASDAQ Dubai ist DFM, die im Mai 2010 zwei Drittel der Anteile von der Borse Dubai und der NASDAQ OMX Group erworben hat. Die Börse Dubai (Borse Dubai) hält weiterhin ein Drittel der Anteile. Die NASDAQ Dubai befindet sich im Dubai International Financial Centre, einer Freihandelszone. Die Börse wird von der Dubai Financial Services Authority reguliert.

## Geschichte
Der DIFX wurde 2005 als internationale Plattform für die Ansiedlung von Primärbörsennotierungen gegründet, wobei sich der staatlich kontrollierte Dubai Financial Market auf inländische Unternehmen konzentrierte. Beide Börsen hatten Schwierigkeiten, Fuß zu fassen, und wurden im August 2007 unter das Dach der Borse Dubai gebracht, die 100 Prozent des DIFX besaß. 
Die Börse hat ihren Sitz im Dubai International Financial Centre und wird von der Dubai Financial Services Authority reguliert. Die Deutsche Bank wurde im November 2006 der erste Market Maker am DIFX, die NBD Investment Bank im November 2007 der erste regionale Market Maker. Die Börse zählt mittlerweile 19 Broker als Mitglieder. Clearing-, Abwicklungs- und Depotdienstleistungen erfolgen über das von TCS entwickelte, interne System eClearSettle mit Abwicklung auf T+3-Basis. Der Handel findet montags bis freitags von 11:45 bis 19:00 Uhr statt.